# Syntomeida niveifascia
Syntomeida niveifascia är en fjärilsart som beskrevs av Walker 1856. Syntomeida niveifascia ingår i släktet Syntomeida och familjen björnspinnare. Inga underarter finns listade i Catalogue of Life.